# Beta Piscium
Beta Piscium (β Psc, Fumalsamakah) – gwiazda w gwiazdozbiorze Ryb. Znajduje się około 408 lat świetlnych od Słońca.

## Nazwa
Gwiazda ta ma tradycyjną nazwę Fumalsamakah, która pochodzi z języka arabskiego. Wyrażenie ‏فم السمكة‎ Fum as-Samaka oznacza „pysk Ryby” i odnosi się do położenia gwiazdy w konstelacji; wskazuje ona pysk zachodniej Ryby. Międzynarodowa Unia Astronomiczna w 2018 roku formalnie zatwierdziła użycie nazwy Fumalsamakah dla określenia tej gwiazdy.

## Charakterystyka
Beta Piscium jest gorącą, błękitną gwiazdą ciągu głównego, należącą do typu widmowego B6. Jej temperatura jest oceniana na 13,5–15,5 tysiąca kelwinów, zróżnicowane oceny mogą wiązać się ze spłaszczeniem gwiazdy wynikającym z szybkiego obrotu wokół osi lub obecnością dysku materii blisko płaszczyzny równika. Gwiazda ta ma promień 4,7 razy większy od Słońca i świeci 750 razy jaśniej. Jej masa jest 4,8–5,5 razy większa od masy Słońca, w przyszłości stanie się ona olbrzymem, utraci około 80% masy wskutek gwałtownych wiatrów gwiazdowych i zakończy życie jako biały karzeł o masie około 0,85 M☉.